# The Greatest Bits: B-Sides & Rarities
The Greatest Bits: B-Sides & Rarities é uma coletânea da banda McFly. Foi lançado em 3 de Dezembro de 2007 e contém alguns dos b-sides e covers da banda no Reino Unido, onde o álbum alcançou a #83.

## Faixas
1. "Mr Brightside"
2. "Lola" (feat. Busted)
3. "She Loves You"
4. "No Worries"
5. "Help"
6. "Crazy Little Thing Called Love"
7. "Santa Claus Is Coming To Town"
8. "The Guy Who Turned Her Down"
9. "Umbrella"
10. "Pinball Wizard"
11. "Deck The Halls"
12. "Fight For Your Right" (ao vivo)